# Shigella
O gênero Shigella identifica bactérias gram-negativas, anaeróbias facultativas, imóveis, não-esporuladas e em forma de bastão intimamente relacionadas com a Escherichia coli e Salmonella. É o agente causador da shigelose humana e pode causar esta doença em outros primatas, mas não em outros mamíferos, sendo encontrada naturalmente apenas em humanos e macacos. Durante a infecção normalmente causa disenteria.